# Marca (periódico)
Marca es un diario español de información deportiva, con sede en Madrid. Fundado en 1938, posee una tirada media de 413 252 ejemplares diarios y un promedio de difusión de 287 641 ejemplares (datos oficiales de la OJD). Es el periódico de pago más leído en España con 1 355 000 seguidores diarios en 2020, según el EGM, por encima de otros diarios de información general del país y más que la suma de lectores de sus principales competidores. A los datos suma más de cinco millones en su plataforma web y 420 000 oyentes en su plataforma de radio.
En 2012 contaba con 251 empleados, 200 en el periódico y 51 en Radio Marca; De carácter y alcance nacional, abarca noticias y evoluciones relativas a la mayoría de deportes practicados en España y/o con repercusión internacional, si bien su principal público objetivo es el fútbol, modalidad por excelencia en el país.
Miembro de la European Sports Media, concede desde los años 1950 el Trofeo Pichichi al máximo goleador del Campeonato de Liga y el Trofeo Zamora al portero menos goleado —tanto en Primera como en Segunda División—, y como miembro del conglomerado europeo desde 2011, el medio que establece los goles válidos a contabilizar para la Bota de Oro al mayor goleador de las ligas europeas.
Cada día ofrece quince ediciones diferentes: once regionales y tres uniprovinciales, además de la nacional. Sus principales competidores en cuanto a periódico deportivo son As, Mundo Deportivo y Sport.

## Publicación
Fundado el 21 de diciembre de 1938 en San Sebastián por Manuel Fernández-Cuesta Merelo, bajo el subtítulo de Semanario Gráfico de los Deportes, se editaba con carácter semanal y constaba de 12 páginas. Fernández-Cuesta contó con la cooperación de contrastados editores y deportistas como Víctor de la Serna, Ricardo Zamora, César Gea, Jacinto Miquelarena, Bobby Deglané o Alberto Martín Fernández —con seudónimos de «Juan Deportista» y «Spectator»—, por citar algunos.
En 1940, tras el final de la Guerra Civil, trasladó su sede a la capital, Madrid. A partir del 25 de noviembre de 1942 pasó a publicarse con periodicidad diaria. En 1944 editó un suplemento taurino, El Ruedo, que obtuvo un gran éxito y pasó desde entonces a ser una publicación independiente. Durante la dictadura franquista el diario perteneció a la cadena de Prensa del «Movimiento», constituyendo la publicación que mayor tirada y número de lectores tenía de la misma. Reflejo del éxito que gozó durante estos años es el hecho de que al día siguiente de que la selección española venciera a la Unión Soviética en la final de la Eurocopa 1964, vendió 500 000 ejemplares, hito superado en 1998 por France Football tras la consecución del título de campeón del mundo por Francia. Sin embargo, su alcance fue perdiendo adeptos como principal periódico deportivo tras la aparición de As del Grupo Prisa en 1967, el cual le superó en 1973 para situarse como el diario más vendido. Tras la muerte de Franco y el final de la dictadura el diario pasó a formar parte del organismo estatal Medios de Comunicación Social del Estado (MCSE). En 1984 el diario Marca, a pesar de que tenía un balance económico positivo para el Estado, fue puesto a la venta y adquirido por el Grupo Recoletos, del Grupo Unidad Editorial. Desde entonces y en lenta recuperación, volvió a situarse como el diario deportivo de mayor alcance, si bien desde los años 2000 con el auge de los medios digitales, y especialmente internet, sus números y el de sus competidores fueron descendiendo paulatinamente.
El 12 de julio de 2010, un día después del que quizás es el acontecimiento deportivo más importante de la historia del deporte español, la conquista del Copa Mundial de Fútbol de 2010, su edición impresa se agotó a primeras horas de la mañana, y por ello el periódico editó una segunda edición que estuvo a la venta ese lunes por la tarde en Madrid, y al día siguiente en el resto de comunidades autónomas.
Concede desde los años 1950 el Trofeo Pichichi al máximo goleador del Campeonato de Liga y el Trofeo Zamora al portero menos goleado —tanto en Primera como en Segunda División—. Es miembro de la European Sports Media desde 2011, y como tal, el medio que establece los goles válidos a contabilizar para la Bota de Oro, galardón que premia al mayor goleador de las ligas europeas de máxima categoría. Sustituyó a Don Balón tras la desaparición de la publicación en el citado 2011, medio español y uno de los fundadores del conglomerado.
Además, desde la temporada futbolística 2005-06 también otorga el Trofeo Zarra al máximo goleador nacional, el Miguel Muñoz al mejor entrenador de la liga española y el trofeo Guruceta al árbitro más destacado. La temporada 2007-08 comenzó a entregar también el Trofeo Alfredo Di Stéfano al mejor jugador de Primera División.

## En otros ámbitos
Marca posee su propia edición digital en internet desde el 3 de marzo de 1997, una de las webs de deportes más visitada de España. Del mismo modo, estrenó el 1 de febrero de 2001 su emisora de radio, Radio Marca, la primera radio exclusivamente deportiva de cobertura nacional. Amplió nuevamente su cobertura, esta vez a la televisión, en 2010, cuando el 28 de agosto inició su primera retransmisión de Marca TV como uno de los canales de la Televisión Digital Terrestre. Pese a ello, su oferta, la cual estaba perfectamente cubierta con el resto de plataformas y competidores del sector hizo que finalizara sus emisiones el 31 de julio de 2013.
En el año 2010 instauró sus cuentas oficiales en varias redes sociales entre las que destacan Twitter (con 5,7 millones de seguidores) y Facebook (5,4 millones). También posee una cuenta en Instagram con casi tres millones de seguidores.
Posee además revistas de diferentes tipos: golf y especiales para eventos deportivos particulares tales como la Copa del Mundo de fútbol, Eurocopa, mundial de F1, etc. Estas están englobadas en diferentes publicaciones denominadas como «Guías Marca», y suelen publicarse antes de los grandes eventos para su seguimiento y difusión.

## Galardones
- Trofeo Pichichi

Otorgado desde la temporada 1952-53 al máximo goleador del Campeonato de Liga de Primera División. Los goles, contabilizados por el diario, son válidos para la Bota de Oro europea. Con posterioridad reconoció simbólicamente como ganadores del trofeo a todos los futbolistas que fueron máximos goleadores de la liga antes de la instauración del galardón, del mismo modo que tuvo también su reconocimiento a la otra categoría profesional del país, la Segunda División. Su nombre proviene del exdelantero rojiblanco Rafael Moreno Aranzadi Pichichi, el cual destacó por su gran capacidad goleadora.
- Trofeo Zamora

Reconocimiento al portero menos goleado del Campeonato de Liga de cada temporada desde su instauración en 1958. Al igual que el trofeo Pichichi, desde la 1986 es otorgado también en la Segunda División. El premio lleva el nombre de Ricardo Zamora, considerado como el primer ídolo de masas del fútbol español, y referido como uno de los mejores guardametas del fútbol español, y/o quizá el primero.
- Trofeo Zarra

Otorgado al máximo goleador español de cada temporada. Establecido en 2005 para las dos divisiones profesionales, hace honor al exfutbolista Telmo Zarra, emblema del Athletic Club que fue durante décadas el máximo goleador de la historia del Campeonato Nacional de Liga y del Campeonato de España de Copa, máximas competiciones de clubes del país.
- Trofeo Guruceta

Trofeo al mejor árbitro de cada curso futbolístico según las valoraciones de los corresponsales del diario en sus encuentros dirigidos. Se otorga desde la temporada 1986-87 en la máxima categoría, y desde la 1993-94 en la división de plata. En memoria de Emilio Carlos Guruceta, exárbitro internacional español considerado como uno de los mejores del territorio.
- Trofeo Miguel Muñoz

Galardón al mejor entrenador de la temporada. Del mismo modo, se otorga en base a valoración de sus editores desde 2005. En reconocimiento a Miguel Muñoz, exfutbolista y jugador histórico del Real Madrid Club de Fútbol cuya carrera como entrenador en el mismo club le hizo ser considerado como el mejor entrenador nacional de la historia en la fecha. Llegó a ser también entrenador de la selección española.
- Trofeo Alfredo Di Stéfano

El considerado como uno de los mejores futbolistas de la historia, Alfredo Di Stéfano, es de quien toma la denominación el galardón entregado al mejor jugador de Primera División de cada temporada. Tras una primera selección entre todos los futbolistas del campeonato por votación de los lectores, el ganador es elegido por un jurado de expertos integrado por exfutbolistas, y el propio Di Stéfano hasta el momento de su fallecimiento.
- Marca Leyenda

En consonancia con otros premios que reconocen la trayectoria profesional de los deportistas y/o su influencia en el panorama internacional, otorga un galardón que los distingue como «leyendas» en la historia del deporte independientemente de su disciplina, esto es, que cualquier deportista opta a ser reconocido como una de sus más importantes figuras.

### Otros reconocimientos
De manera conjunta con La Gazzetta dello Sport italiana, otro de los miembros de la European Sports Media y junto a Marca, dos de las publicaciones europeas más prestigiosas, otorga desde 2008 el Trofeo Champions Número 1 al mejor jugador de la Liga de Campeones. Al final de cada jornada un jurado formado por especialistas de ambos rotativos eligen a los diez futbolistas más destacados y el público vota por el que considera que ha sido el mejor de todos. Al final de la temporada es entregado al jugador de mayor puntuación.
Entre 1953 y 1968, y en colaboración con el diario Arriba, entregó los siguientes galardones:
- Trofeo Patricio Arabolaza al mejor representante del espíritu de la «Furia Española».
- Trofeo Monchín Triana al jugador más deportivo y fiel a unos colores.
- Trofeo Amberes al club que mejor cuidase y promocionase su cantera.

## Críticas
La llegada de Eduardo Inda a Marca como director en julio de 2007 significó, según algunas críticas, un cambio en la línea editorial del periódico, lo que supuso el desacuerdo por parte de importantes redactores del diario, como su entonces director adjunto Santiago Segurola. Según algunas fuentes, fue el propio Pedro J. Ramírez quien evitó que Inda despidiera a Segurola por estas desavenencias. Los críticos hacia esta marcada línea editorial le acusan de un abuso de sensacionalismo y amarillismo, lo que ha dado origen incluso a páginas web cuya única finalidad es evaluar los contenidos del periódico.
En enero de 2009, Marca destapó irregularidades en la última asamblea general de socios del Real Madrid y acusó textualmente en su portada al entonces presidente, Ramón Calderón, de «robar la Asamblea». Calderón dimitió a los pocos días, pero sus desavenencias con el diario no cesaron ahí; en marzo de 2010 declaró públicamente que «el diario Marca está dirigido por un psicópata», en clara alusión a Inda.
Otro de los presuntos objetivos del diario bajo la dirección de Inda fue el entonces entrenador del Real Madrid, Manuel Pellegrini, con una supuesta campaña de desprestigio para forzar su salida del equipo. Al titular que llevó a tal acusación: «Adiós Champions, adiós Pellegrini», tras la eliminación de los madrileños de la Liga de Campeones 2009-10 ante el Olympique de Lyon, le siguieron en días sucesivos informaciones sobre posibles sustitutos para el técnico chileno. Tras el cese de Pellegrini al finalizar la temporada, el principal diario de Chile, El Mercurio, acusó directamente a Marca de organizar la campaña que le costó el puesto al técnico.
En marzo de 2011, Eduardo Inda finalizó su etapa como director de Marca y fue sustituido por Óscar Campillo, quien declaró que eran un diario «de todas las aficiones», alusión que le suscitó constantes polémicas al tildarla sus detractores de falsa debido a la proporción de contenido que recibe el Real Madrid Club de Fútbol en comparación con la del resto de clubes.

## Directores
| - Manuel Fernández-Cuesta Merelo (1938-1945) - Ibrahim de Malcervelli (1945-1946) - Manuel Casanova (1946-1947) - Lucio del Álamo (1947-1954) - Nemesio Fernández Cuesta (1954-1973) - Carmelo Martínez (1973-1983) | - Valentín Martín (1983-1984) - Juan Pablo de Villanueva (1984-1986) - Jesús Ramos (1986-1987) - Luis Infante Bravo (1987-1997) - Manuel Saucedo (1997-2001) - Elías Israel (2001-2005) | - Manuel Saucedo (2005-2006) - Alejandro Sopeña (2006-2007) - Eduardo Inda (2007-2011) - Óscar Campillo (2011-2016) - Juan Ignacio Gallardo (2016-Act.) |